# Cigliè
Cigliè är en ort och kommun i provinsen Cuneo i regionen Piemonte i Italien. Kommunen hade 185 invånare (2018).